# Kevin Brownlow

Kevin Brownlow, 2019

Kevin Brownlow (* 2. Juni 1938 in Crowborough, Sussex) ist ein britischer Filmhistoriker, Filmsammler, Autor sowie Regisseur und Filmeditor. Er war an der Wiederentdeckung und Restaurierung vieler bedeutender Stummfilme beteiligt. Als Regisseur drehte er vor allem filmhistorische Fernsehdokumentationen, aber auch mehrere Spielfilme. 2010 erhielt er den Ehrenoscar für sein Lebenswerk.

## Leben
Brownlow entwickelte schon in jungem Alter ein Interesse für Stummfilme. Daraus entwickelte sich eine lebenslange Leidenschaft für das Kino und Filmgeschichte (insbesondere deren Frühzeit), die seine Karriere in der Filmdokumentation und -rekonstruktion begründet. In den 1960er Jahren besuchte und interviewte er zahlreiche bereits ältere und vergessene Filmpioniere und sicherte damit Zeitzeugenmaterial einer sonst verlorengegangenen Epoche des Films. Das Interviewmaterial verarbeitete er in dem Buch The Parade's Gone By…, seinem zum Standardwerk avancierten Erstlingswerk über die Stummfilmzeit aus dem Jahre 1968 (dt. Pioniere des Films, erschienen 1997).
Seine Faszination für den Zweiten Weltkrieg brachte ihn selbst auf die Seite der Filmemacher, indem er den Ablauf der Geschichte in seinem Alternativwelt-Kriegsfilm It Happened Here (1964) ins Gegenteil verkehrte und die Nationalsozialisten Großbritannien besetzen ließ. Der Film erhielt eine BAFTA-Nominierung und wurde in Deutschland und den USA ausgezeichnet. Die Produktion dauerte für ihn und seinen Freund Andrew Mollo acht Jahre, länger dauerte gar noch die Produktion ihres nächsten Filmes Winstanley (1975).
Brownlow, selbst Filmsammler, verbrachte Jahre damit, Unterstützung für sein Projekt der Rekonstruktion des Filmklassikers Napoléon von Abel Gance aus dem Jahre 1927 zu bekommen. Der Film ist ein frühes Beispiel für die Splitscreen-Technik bzw. das Widescreen-Format. Seine Bemühungen waren mit den Aufführungen der etwa fünfstündigen restaurierten Fassung unter Anwesenheit des Regisseurs Gance 1980 in Paris und 1981 in New York gekrönt.
Zu dieser Zeit begann auch eine erfolgreiche Zusammenarbeit Brownlows mit David Gill, mit dem er mehrere preisgekrönte Dokumentationen über die Stummfilmzeit produzierte. Die erste davon war die 13-teilige Reihe Hollywood, die 1979 für Thames Television zusammengestellt wurde. 1983 folgte Unknown Chaplin, 1987 Buster Keaton: A Hard Act to Follow, 1989 Harold Lloyd: The Third Genius und 1996 die sechsteilige Reihe Cinema Europe: The Other Hollywood. Gill und Brownlow restaurierten und veröffentlichten in den 1980er und 90er Jahren durch Thames Silents eine große Anzahl weiterer Stummfilmklassiker, die allesamt mit neuer Musikbegleitung von Carl Davis versehen wurden.
Nach Gills Tod im Jahr 1997 fuhr Brownlow gemeinsam mit Patrick Stanbury fort, bei Photoplay Productions Dokumentationen zu produzieren. Dazu gehören Garbo (2005), eine Produktion für Turner Classic Movies anlässlich Greta Garbos 100. Geburtstages, und I’m King Kong (2005) über den Filmemacher Merian C. Cooper.
Im November 2010 wurde Brownlow für seine Verdienste als Filmhistoriker und -konservator mit dem Ehrenoscar ausgezeichnet. Er ist damit einer der wenigen Filmhistoriker, die je mit diesem Preis geehrt wurden. Anlässlich der Verleihung beschrieb ihn Martin Scorsese als einen „Giganten unter den Filmhistorikern und Filmbewahrern, weltweit bekannt und gerechterweise geachtet für seine zahlreichen Errungenschaften“.

## Filmografie (Auswahl)
- 1962: Nine, Dalmuir West
- 1964: It Happened Here (Co-Regie mit Andrew Mollo)
- 1968: Abel Gance: The Charm of Dynamite
- 1968: Der Angriff der leichten Brigade (The Charge of the Light Brigade)
- 1975: Winstanley (Co-Regie mit Andrew Mollo)
- 1979: Hollywood (Fernsehserie, Co-Regie mit David Gill)
- 1983: Millay at Steepletop
- 1983: Unknown Chaplin (Fernsehserie, Co-Regie mit David Gill)
- 1987: Buster Keaton: Lachen verboten! (Buster Keaton: A Hard Act to Follow) (Fernsehserie, Co-Regie mit David Gill)
- 1989: Harold Lloyd: The Third Genius (Fernsehserie, Co-Regie mit David Gill)
- 1993: D.W. Griffith: Father of Film (Fernsehserie, Co-Regie mit David Gill)
- 1996: Cinema Europe: The Other Hollywood (Fernsehserie, Co-Regie mit David Gill)
- 1998: Universal Horror
- 2000: Lon Chaney: A Thousand Faces
- 2002: Der Tramp und der Diktator (The Tramp and the Dictator)
- 2004: Cecil B. DeMille: American Epic
- 2004: So Funny It Hurt: Buster Keaton & MGM
- 2005: Garbo
- 2005: I’m King Kong!: The Exploits of Merian C. Cooper

## Bibliografie
- The Parade’s Gone By… Secker & Warburg, London 1968. Dt. Pioniere des Films. Vom Stummfilm bis Hollywood, Basel und Frankfurt am Main 1997, ISBN 3-87877-386-2.
- The War, the West and the Wilderness. Secker & Warburg, London 1979.
- Hollywood, the Pioneers. Collins, London 1979.
- Napoleon: Abel Gance’s Classic Film. Jonathan Cape, London 1983.
- Behind the Mask of Innocence. Jonathan Cape, London 1990.
- David Lean. Richard Cohen, London 1996, ISBN 1-86066-042-8.
- Mary Pickford Rediscovered. Rare Pictures of a Hollywood Legend. Abrams, New York 1999, ISBN 0-8109-4374-3.
- Winstanley. Warts and All. UKA Press, London und Yorkshire 2009, ISBN 978-1-905796-22-9